# 林少枝
林少枝，香港資深編劇，現為無綫電視編劇、編審。1983年加入無綫電視任職編劇，其後多次重返無綫任職，1990-1992年在亞洲電視任職編劇、編審，1993年首次重返無綫時為兩部經典處景劇集《餐餐有宋家》及《真情》創作劇本，2010年與多名香港編劇一同加入台灣壹電視創作偶像劇集《幸福蒲公英》至2012年再轉到香港電視網絡任職創意總監，於2016年返回無綫擔任編審。

## 編審／編劇列表

### 電視劇（無綫電視）
- 1984年：《畫出彩虹》編劇、《儂本多情》編劇
- 1989年：《天涯歌女》編劇
- 1990年：《成功路上》編劇、《烏金血劍》編審+編劇（與譚嬣合作）、同居三人組（與邵麗瓊、陳寶華、黃浩華、黃國輝、蕭光漢合作）
- 1994年：《餐餐有宋家》編審+編劇（與黃翠華、陳寶華合作）
- 1995年：《廉政英雌之火槍柔情》編審+編劇、《尋龍劍俠賴布衣》編審、《刀馬旦》編審+編劇
- 1995-99年《真情》編審（與陳寶華合作）
- 1996年：《武當張三豐》編審、《闔府統請》編審
- 1997年：《男人四十打功夫》編審
- 1998年：《陀槍師姐》編審（與關頌玲合作）
- 1999年：《衝上人間》編審（與梁劍豪合作）
- 2000年：《男親女愛》編審（與鮑偉聰合作）、《FM701》編審+編劇（與蔡婷婷、趙靜蓉合作）
- 2001年：《紅衣手記》編審+編劇
- 2003年：《繾綣仙凡間》編審+編劇
- 2004年：《陀槍師姐IV》編審+編劇（與黃育德合作）、《棟篤神探》編審+編劇（與蔡婷婷合作）
- 2005年：《甜孫爺爺》編審、《窈窕淑女》編審+編劇（與關頌玲合作）、《Yummy Yummy》編審+編劇（與黃偉強合作）
- 2007年：《紅衣手記》編審+編劇、《寫意人生》編審
- 2008年：《最美麗的第七天》編劇、《法證先鋒II》編劇
- 2009年：《盛世仁傑》編劇、《幕後大老爺》編劇、《老友狗狗》編劇、《宮心計》編劇
- 2010年：《公主嫁到》編劇
- 2016年：《來自喵喵星的妳》編審（與翁善瑩合作）
- 2018年：《宮心計2深宮計》編審（與阮美鳳合作）
- 2019年：《街坊財爺》編審
- 2021年：《一笑渡凡間》編審

### 電視電影（無綫電視）
- 1994年：《越界威龍》
- 1994年：《廉政英雌》

### 電視劇（亞洲電視）
- 1991年：《再造繁榮》
- 1991年：《豪門》
- 1992年：《仙鶴神針》
- 1993年：《天蠶變之再與天比高》
- 1999年：《肥貓正傳II》

### 電視電影（亞洲電視）
- 1992年：《一千靈異夜之血咒》

### 電視劇（壹電視）
- 2013年：《幸福蒲公英》

### 電影
- 1994年《越界威龍》
- 2003年《低一點的天空》

## 創意總監列表

### 電視劇（香港電視網絡）
- 2015年：《還來得及再愛你》（兼編審）、《四年B班》、《導火新聞線》